# Olimpiki Tbilisi
SK Olimpiki Tbilisi (gruz. სკ ოლიმპიკი თბილისი) – gruziński klub piłkarski z siedzibą w stolicy kraju Tbilisi.

## Historia
Chronologia nazw:
- 19??—1956: FSzM Tbilisi
- 1957—198?: Burewestnik Tbilisi
- 2000—2005: Olimpi Tbilisi
- 2006—...: Olimpiki Tbilisi

Klub został założony jako FSzM Tbilisi. W 1955 startował w rozgrywkach Pucharu ZSRR. W 1957 zmienił nazwę na Burewestnik Tbilisi, a w następnym roku klub debiutował w Klasie B, strefie 4 Mistrzostw ZSRR. W 1960 występował w Klasie B, strefie 2. Potem występował w rozgrywkach lokalnych.
Dopiero w 2000 klub pod nazwą Olimpi Tbilisi został reaktywowany przez Nikoloza Dolidze i występował w regionalnej lidze. W 2003 odbyła się fuzja z pierwszoligowym klubem Merani-91 Tbilisi. W wyniku fuzji powstał klub Merani-Olimpi Tbilisi, który kontynuował występy w Umaglesi Liga. Druga drużyna pod nazwą Olimpi Tbilisi występowała w Pirveli Liga do lata 2005. Potem została rozformowana.
Po tym jak w 2006 klub SK Tbilisi połączył się z FK Rustawi i zmienił nazwę na Olimpi Rustawi, druga drużyna pod nazwą Olimpi Tbilisi kontynuowała do 2007 występy w Pirveli Liga. Od sezonu 2007/08 jej miejsce zajęła druga drużyna Olimpi Rustawi pod nazwą Olimpi B Rustawi.
Natomiast w Tbilisi w 2006 został odrodzony klub, który był zmuszony zmienić nazwę na Olimpiki Tbilisi, tak jak Olimpi Tbilisi - to był już inny klub. W sezonie 2006/2007 startował w Meore Liga, a w sezonie 2007/2008 w Pirveli Liga.

## Sukcesy
- Klasa B ZSRR, strefa 4: 5. miejsce (1958)
- Gruzińska Pirveli Liga: 7. miejsce: 2003/2004